# 罗伯托·卢翁戈
罗伯托·卢翁戈（義大利語：Roberto Luongo，1979年4月4日—），加拿大男子冰球运动员。他曾代表加拿大国家队参加2006年、2010年和2014年冬季奥林匹克运动会冰球比赛，获得二枚金牌。